# Área Natural Protegida Cerro de Arandas
El Cerro de Arandas es un área natural protegida en el municipio de Irapuato, en el estado de  Guanajuato, México. Forma parte de la subcuenca baja de la Presa El Conejo y del acuífero Silao-Romita.
Se ubica al noroeste de la cabecera municipal de Irapuato, abarcando aproximadamente el 6% de su territorio, con una superficie de 5,240.1502 hectáreas. Colinda al norte con la carretera estatal Irapuato-Romita y las comunidades de Nuevo Ejido de San Lorenzo y San Agutín de los Tordos. al sur con los fraccionamientos Villas de Irapuato y Lomas del Pedregal; al este con la localidad de Arandas y la comunidad de Guadalupe Paso Blanco, y hacia el Oeste con la localidad La Caja y Noria de Camarena.

## Conservación
Fue declarada como ANP el 25 de noviembre de 2005. En ese entonces el gobernador Juan Carlos Romero Hicks, publicó en el periódico oficial la declaratoria del Area natural protegida Cerro de Arandas con el objetivo de preservar y restaurar las áreas ecológicas.
El 2 de noviembre de 2007, se publicó en el periódico oficial del estado, el programa de manejo del ANP para su uso.

## Situación
Los principales problemas ambientales en el Área Natural Protegida Cerro de Arandas, son: la depositación de sedimentos o azolves en la presa El Conejo, acarreados por los escurrimientos aguas arriba.
En los cerros de Arandas y La Loma se presentan problemas por sobrepastoreo, extracción de leña, afectaciones por el crecimiento urbano de la ciudad de Irapuato, así como la disminución de la diversidad y abundancia de vegetación. 
El Cerro de Bernalejo presenta problemas por extracción de materiales pétreos, afectaciones por el crecimiento urbano de la ciudad de Irapuato y erosión severa

## Características
Presenta relieve de moderado a muy pronunciado, se encuentran 2 estructuras importantes: Cerro de Bernalejo o Cerro del Piloncillo y el Cerro de Arandas.
Los suelos dominantes son muy arcillosos, frecuentemente negros o gris oscuro, con aptitud natural para uso agrícola, que en épocas de lluvia se vuelven muy pegajosos. 
| Nombre                          | Altitud msmn |
| ------------------------------- | ------------ |
| cerro de arandas                | 2,030        |
| Cerro de bernalejo (pilonsillo) | 1,800        |

### Flora y fauna
En el Área Natural Protegida Cerro de Arandas se registran cuatro tipos de vegetación: bosque tropical caducifolio, presente en el cerro de Arandas, con especies como el copal Bursera sp, pochote Ceiba aesculifolia y tepame Acacia sp. matorral subtropical presente en el cerro de Arandas, con especies como el huizache chino Acacia tortuosa, matorral crassicaule, principalmente en el cerro La Loma y en los límites de las zonas de pastizal y áreas de cultivo, con especies como el mezquite Prosopis sp. nopal tapón Opuntia robusta y nopal cardón Opuntia streptacantha; y bosque de galería a lo largo de las corrientes de agua, con especies como el sauce llorón Salix sp.
Respecto a la fauna se reportan pequeños mamíferos como el tlacuache Didelphys marsupialis, coyote Canis latrans, tuza Spermophilus mexicanus y liebre Lepus callotis. algunas aves como el cardenal rojo Cardinales cardinalis, cuervo Corvus sp y el gavilán Accipiter cooperi, clasificado como amenazado de acuerdo a la NOM-59-SEMARNAT-2001, referida con anterioridad.Reptiles como la víbora de cascabel Crotalus sp. chirrionera Masticophis flagellum, consideradas como de Protección Especial y Amenazada respectivamente por la misma norma. y el alicante Pituophis deppei.

### Clima
Se caracteriza por su clima semicálido-subhúmedo con lluvias en verano, con una temperatura promedio anual de 18 °C. El mes más cálido se registra en mayo
con temperatura media mensual de 21.4 °C, mientras que el más frío se presenta en enero con temperatura
de 13.7 °C. La precipitación total anual es de 711.1 mm., siendo los meses más lluviosos julio y agosto.2

#### Hidrografía
En el ANP. se ecuentran diversos arroyos los cuales escurren hacia el Río Silao.También se encuentra la Presa del conejo. forma parte de la Subcuenca Baja de la presa El Conejo y del acuífero Silao-Romita, con subsuelo constituido por materiales permeables que permiten la infiltración y circulación del agua subterránea.

## Historia
1200dc.
El cerro de Arandas ha sido muy importante. Ya que se han encontrado muchos vestigiosos arqueológicos. 
Los primitivos pobladores (chichimecas) se establecieron a las orillas de un antiguo lago, como lo demuestran las ruinas arqueológicas encontradas en el cerro de Arandas. 
como lanzas y cerámicas
2005
decreto de declaración Como Área Natural Protegida Para Su uso sustentable
2007
Se escribe el Plan de trabajo del ANP
2011
El ANP sufrió una gran deforestación debido a la construcción del paso desnivel con más de 4km de deforestación.